# Redelén dos Santos
Redelén Melo dos Santos (né le 24 avril 1976 à São Paulo) est un athlète brésilien, spécialiste du 110 mètres haies. 
Vainqueur à deux reprises des Championnats d'Amérique du Sud d'athlétisme, il a été détenteur du record d'Amérique du Sud de la spécialité de 2004 à 2011.

## Biographie

### Palmarès
| Date | Compétition                    | Lieu           | Résultat | Épreuve     | Performance |
| ---- | ------------------------------ | -------------- | -------- | ----------- | ----------- |
| 2000 | Championnats ibéro-américains  | Rio de Janeiro | 2e       | 110 m haies | 13 s 91     |
| 2001 | Championnats d'Amérique du Sud | Manaus         | 2e       | 110 m haies | 13 s 87     |
| 2003 | Championnats d'Amérique du Sud | Barquisimeto   | 1er      | 110 m haies | 13 s 45     |
| 2005 | Championnats d'Amérique du Sud | Cali           | 1er      | 110 m haies | 13 s 46     |
| 2006 | Championnats ibéro-américains  | Ponce          | 2e       | 110 m haies | 13 s 72     |

### Records
| Épreuve     | Performance  | Lieu      | Date            |
| ----------- | ------------ | --------- | --------------- |
| 50 m haies  | 6 s 57 (AR)  | Groningue | 28 janvier 2006 |
| 60 m haies  | 7 s 65       | Moscou    | 25 janvier 2006 |
| 110 m haies | 13 s 29 (NR) | Lisbonne  | 13 juin 2004    |